# Vuelta a Costa Rica 2014
Die 50. Vuelta a Costa Rica (offiziell: Vuelta Kölbi a Costa Rica) fand vom 14. bis zum 25. Dezember 2014 in Costa Rica statt.
Das Radrennen gehörte zur UCI America Tour 2014, wo es in die Kategorie 2.2 eingestuft war. Damit erhielten die ersten acht Fahrer der Gesamtwertung und die ersten drei jeder Etappe sowie der Träger des Gelben Trikots des Gesamtführenden nach jeder Etappe Punkte für die America-Rangliste.
Bereits zum vierten Mal in seiner Laufbahn gewann Juan Carlos Rojas (Frijoles Los Tierniticos-Arroz Halcón) das Etappenrennen, verteidigte damit seinen Vorjahrestitel und blieb alleiniger Rekordsieger des Rennens. Juan Carlos, der auch die Punktewertung für sich entscheiden konnte, distanzierte dabei seinen Teamkollegen und Bruder César, mit dem zusammen er auf insgesamt drei Tagesabschnitten als Duo das Ziel vor allen Konkurrenten erreichte. Während César Rojas die Bergwertung gewann, platzierte sich mit Josué González (Coopenae-Movistar-Economy) ein weiterer Einheimischer auf dem dritten Podestplatz der Gesamtwertung. Die Sprintwertung ging an den Kubaner Arnold Alcolea, die Mannschaft JPS-Giant lag in der Teamwertung vorne und stellte mit Joseph Chavarría den besten U-23-Fahrer.

## Teilnehmer
Am Start standen acht einheimische costa-ricanische Mannschaften sowie sechs ausländische Teams, darunter vier Nationalauswahlen. Mit 4-72-Colombia und Buenos Aires Provincia nahm auch zwei Continental Teams am Rennen teil. Deutschsprachige Fahrer waren nicht dabei.
| Continental Teams Buenos Aires Provincia 4-72-Colombia 0 Nationalmannschaften Kuba Chile Panama Russland | Regionale Teams aus Costa Rica JPS-Giant Coopenae-Movistar-Economy BCR-Pizza Hut-Powerade Frijoles Los Tierniticos-Arroz Halcón Seven Card.com Star Cars-Scottiabank-Dos Pinos Municipalidad de Cartago Taller RJ-Ciclo Corea Bike |

## Etappen
| Etappe | Tag          | Start–Ziel                                 | km      | Typ                 | Etappensieger      | Gesamtführender   |
| ------ | ------------ | ------------------------------------------ | ------- | ------------------- | ------------------ | ----------------- |
| 1.     | 14. Dezember | San José – Puerto Limón                    | 155     | Flachetappe         | Ronald Araya       | Ronald Araya      |
| 2.     | 15. Dezember | Puerto Limón – Guápiles                    | 135     | Flachetappe         | Sebastián Tolosa   | Ronald Araya      |
| 3.     | 16. Dezember | Guápiles – Paraíso                         | 118,7   | Mittelgebirgsetappe | César Rojas        | Juan Carlos Rojas |
| 4.     | 17. Dezember | San Joaquín – Carrizal                     | 18,24   | Bergzeitfahren      | Rodolfo Villalobos | Juan Carlos Rojas |
| 5.     | 18. Dezember | Alajuela – Ciudad Quesada                  | 167,3   | Hügeletappe         | Román Villalobos   | Josué González    |
| 6.     | 19. Dezember | La Fortuna – Liberia                       | 188,2   | Flachetappe         | José Vega          | Josué González    |
| 7.     | 20. Dezember | Liberia – Puntarenas                       | 135,9   | Flachetappe         | Timofey Kritskiy   | Josué González    |
| 8.     | 21. Dezember | Puntarenas – Santa Ana                     | 134,2   | Gebirgsetappe       | Juan Carlos Rojas  | Juan Carlos Rojas |
| R      | 22. Dezember | Ruhetag                                    | Ruhetag | Ruhetag             | 0 – 0              | Juan Carlos Rojas |
| 9.     | 23. Dezember | San José – Pérez Zeledón                   | 126,8   | Gebirgsetappe       | Henry Raabe        | Juan Carlos Rojas |
| 10.    | 24. Dezember | Pérez Zeledón – San José                   | 134,5   | Gebirgsetappe       | Juan Carlos Rojas  | Juan Carlos Rojas |
| 11.    | 25. Dezember | Circuito Presidente (La Aurora de Heredia) | 99,53   | Hügeletappe         | Ronald Araya       | Juan Carlos Rojas |